# GP Adria Mobil 2025
De elfde editie van de wielerwedstrijd I feel Slovenia VN Adria Mobil vond plaats op 30 maart 2025. De 166 deelnemers moesten een parcours van 168,7 kilometer in en rond Novo mesto afleggen. De wedstrijd maakte deel uit van de UCI Europe Tour, met de categorie 1.2. De Sloveen Žak Eržen won voor de tweede maal op rij. De Nederlander Frits Bisterbos en de eveneens Sloveense Tilen Finkšt vergezelden hem op het podium.

## Uitslag
| Plaats  | Naam             | Ploeg                                | Tijd     |
| ------- | ---------------- | ------------------------------------ | -------- |
| Winnaar | Žak Eržen        | Bahrain Victorious Dev.              | 3u51'54" |
| 2       | Frits Biesterbos | BEAT                                 | z.t.     |
| 3       | Tilen Finkšt     | Adria Mobil                          | z.t.     |
| 4       | Patryk Stosz     | Voster ATS                           | z.t.     |
| 5       | Simone Zanini    | XDS Astana Dev.                      | z.t.     |
| 6       | Lorenzo Cataldo  | Gragnano                             | z.t.     |
| 7       | Riccardo Perani  | UC Trevigiani-Energiapura Marchiol   | z.t.     |
| 8       | Michał Pomorski  | Mazowsze Serce Polski                | z.t.     |
| 9       | Mihajlo Stolić   | United Shipping                      | z.t.     |
| 10      | Lev Gonov        | XDS Astana Dev.                      | z.t.     |
| 11      | Kevin Bonaldo    | SC Padovani Polo Cherry Bank         | z.t.     |
| 12      | Matteo Baseggio  | SC Padovani Polo Cherry Bank         | z.t.     |
| 13      | Alan Banaszek    | ATT Investments                      | z.t.     |
| 14      | Tim Wafler       | Tirol KTM                            | + 6"     |
| 15      | Vlas Sjitsjkin   | Pingtan International Tourism Island | z.t.     |
| 16      | Jakub Kaczmarek  | Mazowsze Serce Polski                | z.t.     |
| 17      | Thomas Capra     | Bahrain Victorious Dev.              | z.t.     |
| 18      | Kacper Maciejuk  | Run & Race-Wibatech                  | z.t.     |
| 19      | Matyáš Fiala     | ATT Investments                      | z.t.     |
| 20      | Albert Gathemann | Benotti Berthold                     | z.t.     |
|         |                  |                                      |          |
| 90      | Robbe Mellaerts  | BEAT                                 | + 1'09"  |